# Live at the Royal Albert Hall (album Deep Purple)
Live at the Royal Albert Hall jest wydanym na CD koncertem brytyjskiego zespołu hardrockowego Deep Purple oraz Londyńskiej Orkiestry Symfonicznej, zarejestrowanym 24 i 25 września 1999 roku w Royal Albert Hall w Londynie i wydanym 8 lutego 2000 przez wytwórnię Spitfire.
Koncert wydany na DVD był projektem rozpoczętym w roku 1999 przez klawiszowca Jona Lorda, który usiłował odświeżyć nowatorski album zespołu z roku 1969 jakim był Concerto for Group and Orchestra, którego oryginalna partytura została zagubiona.
Z pomocą entuzjastów muzykologów i kompozytorów odświeżono starannie dwie utracone partytury i Lord postanowił wykonać utwór ponownie w Royal Albert Hall ale tym razem wolał to zrobić z Londyńską Orkiestrą Symfoniczną pod dyrekcją Paula Manna niż Malcolma Arnolda z Royal Philharmonic Orchestra. Na koncercie przedstawiono też solowe piosenki każdego członka zespołu oraz gości takich jak Ronnie James Dio, the Steve Morse Band i Sam Brown. Na początku roku 2001 podobne dwa koncerty zostały wykonane w Tokio i wydane jako box set.
Koncert zatytułowany In Concert with the London Symphony Orchestra wydany został również na DVD.

## Lista utworów

### CD 1
| 1. | "Pictured Within" (Jon Lord)                                        | 8:38  |
|    |                                                                     |       |
| 2. | "Wait a While" (Lord, Sam Brown)                                    | 6:44  |
|    |                                                                     |       |
| 3. | "Sitting in a Dream" (Roger Glover)                                 | 4:01  |
|    |                                                                     |       |
| 4. | "Love Is All" (Glover, Eddie Hardin)                                | 4:40  |
|    |                                                                     |       |
| 5. | "Via Miami" (Ian Gillan, Glover)                                    | 4:51  |
|    |                                                                     |       |
| 6. | "That's Why God Is Singing the Blues" (Dave Corbett)                | 4:02  |
|    |                                                                     |       |
| 7. | "Take It off the Top" (Steve Morse)                                 | 4:43  |
|    |                                                                     |       |
| 8. | "Wring That Neck" (Ritchie Blackmore, Nick Simper, Lord, Ian Paice) | 4:38  |
|    |                                                                     |       |
| 9. | "Pictures of Home" (Gillan, Blackmore, Glover, Lord, Paice)         | 11:58 |
|    |                                                                     |       |
|    |                                                                     | 54:15 |
|    |                                                                     |       |

### CD 2
| 1. | "Concerto for Group and Orchestra, Mov. 1" (Lord)                      | 17:03   |
|    |                                                                        |         |
| 2. | "Concerto for Group and Orchestra, Mov. 2" (Gillan, Lord)              | 19:43   |
|    |                                                                        |         |
| 3. | "Concerto for Group and Orchestra, Mov. 3" (Lord)                      | 13:28   |
|    |                                                                        |         |
| 4. | "Ted the Mechanic" (Gillan, Morse, Glover, Lord, Paice)                | 4:50    |
|    |                                                                        |         |
| 5. | "Watching the Sky" (Gillan, Morse, Glover, Lord, Paice)                | 5:38    |
|    |                                                                        |         |
| 6. | "Sometimes I Feel Like Screaming" (Gillan, Morse, Glover, Lord, Paice) | 7:44    |
|    |                                                                        |         |
| 7. | "Smoke on the Water" (Gillan, Blackmore, Glover, Lord, Paice)          | 6:43    |
|    |                                                                        |         |
|    |                                                                        | 1:15:09 |
|    |                                                                        |         |